# Casa Sports Football Club
Il Casa Sports Fooball Club è una società calcistica senegalese di Ziguinchor. Milita nella Ligue 1, la massima divisione del campionato senegalese di calcio.
Fondato nel 1970, il club ha vinto 2 campionati senegalesi, 4 Coppe di Senegal, 2 Coppe di Lega senegalesi e una Supercoppa di Senegal.

## Storia
Dalla fusione di diversi club della Casamance tra cui Foyer-Casamance, Union Sportive de la Casamance, Galia Club, Trésor (all'epoca attivo solo nella pallacanestro), dopo la riforma del calcio senegalese del 1969 nacque, il 14 settembre dello stesso anno, il Casamance Sporting Club, che rappresentava tutta la regione geografica della Casamance, situata nel sud del Senegal, al confine con Guinea Bissau, Gambia e Guinea.
Negli anni la squadra, poi ridenominata Casa Sports, si è fatta conoscere per il florido vivaio e come trampolino di lancio per vari talenti senegalesi poi divenute stelle all'estero.
Nel 1979 vi fu il primo successo, la vittoria della Coppa del Senegal, poi la squadra conobbe nuova gloria nei primi anni duemiladieci e nei primi anni duemilaventi. La prima affermazione nel campionato nazionale risale al 2012, mentre nel 2022 la squadra ha ottenuto uno storico double campionato-coppa.

## Organico

### Rosa 2021-2022
Aggiornata al 1º ottobre 2021.
| N. |                    | Ruolo | Calciatore                |
| -- | ------------------ | ----- | ------------------------- |
|    | Senegal (bandiera) | P     | Ousmane Mané              |
|    | Senegal (bandiera) | D     | Bonaventure Mankabo       |
|    | Senegal (bandiera) | C     | Pierre Benoît Manga       |
|    | Gambia (bandiera)  | D     | Ngine Faye Njie           |
|    | Senegal (bandiera) | A     | Abdou Karim Badji         |
|    | Senegal (bandiera) | C     | Alpha Thiam               |
|    | Senegal (bandiera) | C     | Pierre Benoît Aubïa Manga |
|    | Senegal (bandiera) | A     | Lamine Fanné              |
|    | Senegal (bandiera) | C     | Ismaila Niang             |
|    | Senegal (bandiera) | A     | Siaka Sané                |
|    | Senegal (bandiera) | A     | Mamadou Ba                |

| N. |                           | Ruolo | Calciatore                   |
| -- | ------------------------- | ----- | ---------------------------- |
|    | Senegal (bandiera)        | C     | Christian Pascal Diatta      |
|    | Senegal (bandiera)        | P     | Pape Souleymane Sané         |
|    | Senegal (bandiera)        | C     | Mamanding Kidiera            |
|    | Senegal (bandiera)        | A     | Moussa Marone                |
|    | Senegal (bandiera)        | A     | Mouhamadou Moustapha N'Diaye |
|    | Costa d'Avorio (bandiera) | C     | Jean Stephane Yao Yao        |
|    | Gambia (bandiera)         | A     | Madi Fatty                   |
|    | Senegal (bandiera)        | A     | Siaka Sané                   |
|    | Senegal (bandiera)        | D     | Bonaventure Mancabou         |

## Palmarès

### Competizioni nazionali
- Campionato senegalese: 2

2012, 2021-2022
- Coppa del Senegal: 4

1979, 2011, 2021, 2022
- Coppa di Lega senegalese: 2

2010, 2013
- Supercoppa di Senegal: 1

2013

### Altri piazzamenti
- Campionato senegalese:

Secondo posto: 1983, 1984
Terzo posto: 2011, 2012-2013

## Partecipazioni alle competizioni CAF
- CAF Champions League: 1 partecipazione

2009 – Turno preliminare
2013 – Primo turno
- Coppa della Confederazione CAF: 2 partecipazioni

2008 – Primo turno
2012 – Turno preliminare
- Coppa delle Coppe d'Africa: 1 partecipazione

1980 – Primo turno